# Jaderná elektrárna Sizewell
Jaderná elektrárna Sizewell je jaderná elektrárna u vesnice Sizewell v Suffolku v Anglii ve Spojeném království.

## Historie a technické informace
Jaderná elektrárna Sizewell sestává ze dvou částí – Sizewell A a B.
Sizewell A je odstavenou elektrárnou. Měla dva plynem chlazené reaktory typu Magnox, využívající přírodní uran, moderátorem byl grafit. Ty byly odstaveny v roce 2006.
Sizewell B má jeden tlakovodní reaktor v provozu (jedná se o typ SNUPPS), který je zároveň jediným ve Spojeném království. Návrhová životnost je 40 let, tzn. do r. 2035, avšak obdobné instalace mají prodlužovanou životnost na 60 let. Od ledna 2014 do května 2016 byl stavěn suchý sklad použitého paliva, K tomuto datu se blížil termín naplnění bazénu s použitým palivem.
EDF na této lokalitě plánuje v rámci Sizewell C postavit „dvojčata“ tlakovodních reaktorů (typ EPR, každý o nominálním výkonu 1600 MWe.
Provozovatel: Sizewell A: Nuclear Decommissioning Authority (NDA); Sizewell B: British Energy → EDF
Dodavatel: A: British Nuclear Design and Construction Ltd (BNDC);

### Incidenty
- 7. ledna 2007 došlo náhodou (únik vody v prádelně dělníků, kteří vyřazují elektrárnu) k detekci úniku chladicí vody z bazénu s vyhořelým jaderným palivem. Aniž by došlo k aktivaci některého z alarmů, hladina klesla o víc než 30 cm (1 stopu). Příčinou byla 4,6 m dlouhá trhlina v potrubí. Celkem uniklo až 151 500 litrů radioaktivní vody a část z ní se dostala do Severního moře. Pokud by tento únik nebyl odhalen, mohlo dojít k obnažení chlazeného vyhořelého paliva a následně k požáru, poškození zapouzdření a úniku produktů štěpení do ovzduší.[1]

## Informace o reaktorech
| Reaktor      | Typ reaktoru | Výkon   | Výkon       | Výkon   | Zahájení stavby     | Uvedení do provozu | Připojení k síti | Uvedení do provozu | Uzavření          |
| Reaktor      | Typ reaktoru | Tepelný | Instalovaný | Čistý   | Zahájení stavby     | Uvedení do provozu | Připojení k síti | Uvedení do provozu | Uzavření          |
| ------------ | ------------ | ------- | ----------- | ------- | ------------------- | ------------------ | ---------------- | ------------------ | ----------------- |
| Sizewell A-1 | GCR/MAGNOX   | 1010 MW | 245 MW      | 210 MW  | 1. dubna 1961       | 1. června 1965     | 21. ledna 1966   | 25. března 1966    | 31. prosince 2006 |
| Sizewell A-2 | GCR/MAGNOX   | 1010 MW | 245 MW      | 210 MW  | 1. dubna 1961       | 1. prosince 1965   | 9. dubna 1966    | 15. září 1966      | 31. prosince 2006 |
| Sizewell B   | GCR/MAGNOX   | 3425 MW | 1250 MW     | 1198 MW | 18. července 1988   | 31. ledna 1995     | 14. února 1995   | 22. září 1995      | -                 |
| Sizewell C-1 | EPR          | ?       | 1600 MW     | ?       | v přípravě výstavby |                    |                  |                    |                   |
| Sizewell C-2 | EPR          | ?       | 1600 MW     | ?       | v přípravě výstavby |                    |                  |                    |                   |